# Košíky
Košíky (en allemand : Koschik) est une commune du district d'Uherské Hradiště, dans la région de Zlín, en République tchèque. Sa population s'élevait à 407 habitants en 2020.

## Géographie
Košíky se trouve à 13 km au nord-ouest d'Uherské Hradiště, à 20 km à l'ouest-sud-ouest de Zlín, à 60 km à l'est-sud-est de Brno et à 238 km au sud-est de Prague.
La commune est limitée par Kostelany et Lubná au nord, par Halenkovice à l'est, par Kudlovice au sud et par Jankovice au sud-ouest et à l'ouest.

## Histoire
La première mention écrite du village date de 1618.